# Flora & Visserijdagen Den Oever
De Flora & Visserijdagen Den Oever is een jaarlijks evenement in het Nederlandse dorp Den Oever.

## Florafeest
Het eerste Florafeest werd gehouden in 1906. De eerste tentoonstelling vond plaats in de Kapel, de vroegere kerk van Den Oever. In de eerste jaren van de bloemenvereniging "Flora" werden de kosten betaald uit de opbrengst van een intekenlijst, toegangsprijzen en contributies. In 1920 werd de contributie van deze intekenlijst met 50 procent verhoogd. In 1911 werd er ook een zeilwedstrijd voor aken en blazers georganiseerd, en men zou kunnen zeggen dat hiermee de voorloper van de vlootschouw in leven werd geroepen. Bij het 25-jarig bestaan in 1931 werd het Florafeest voor het eerst uitgebreid met een kermis, in de vorm van een zweefmolen. Daarvoor waren er paardenraces, vuurwerk en volksspelen. Bij deze gelegenheid werd de "Flora" ook voor het eerst in een tent gehouden.

## Visserijdagen Den Oever
Het idee voor een vlootschouw ontstond in 1959, nadat een aantal Wieringers een vlootschouw in het Zeeuwse Yerseke hadden bezocht. Er werd besloten in het daaropvolgende jaar, 1960, ook in Den Oever een vlootschouw te organiseren. De vlootschouw werd gekoppeld aan het Florafeest en wordt gehouden eind augustus of begin september.

### Acties voor publiciteit

#### 1961 tot 1965
In 1961 werd een Wieringer delegatie op paleis Soestdijk ontvangen door koningin Juliana. In 1962 bracht men ter promotie van de vlootschouw vis naar de weeshuizen in Amsterdam.
De promotietocht van 1963 ging richting de Jordaan in Amsterdam waar het feest was ter gelegenheid van het driehonderdjarige bestaan van de volksbuurt de vis die de Wieringers meebrachten, was bestemd voor invalide Jordaanbewoners. In 1964 werd een zeventigtal ‘bleekneusjes’ in het Bio Vakantieoord in Bergen aan Zee verblijd met Wieringer vis. Na het bezoek aan het Emma Kinderziekenhuis in 1965, ter gelegenheid van het honderdjarig bestaan van dit kinderziekenhuis, werden geen promotietochten als deze meer ondernomen.

#### 1999
In 1999 werd de veertigste vlootschouw gehouden en ter gelegenheid van dit lustrum werd bij de voorbereiding besloten weer een tocht te organiseren. Het werd een tocht naar IJmuiden, waar kinderen die getroffen waren door kanker, met hun ouders, broers en zussen aan boord werden ontvangen. In een statige optocht van 21 Wieringer kotters werd er vervolgens in konvooi naar het IJ in Amsterdam gevaren. Vervolgens ging de vlootschouwcommissie naar de speeltuin van het Ronald McDonald-huis van het Emma Kinderziekenhuis AMC. Daar bood ze een cheque aan voor een jaar lang gratis vis voor het ziekenhuis en een donatie voor de inrichting van een nieuwe tienerkeuken.

#### 2009
Ter gelegenheid van de 50ste editie van de vlootschouw was koningin Beatrix aanwezig. Zij bezocht een tentoonstelling van de Historische Vereniging Wieringen en maakte aan boord van de WR 57 een rondvaart door de haven langs de kotters.